# Rie Kimura
Rie Kimura (født 30. juli 1971) er en tidligere japansk fodboldspiller. Hun har tidligere spillet for Japans kvindefodboldlandshold.

## Japans fodboldlandshold
| Japans landshold | Japans landshold | Japans landshold |
| År               | Kmp              | Mål              |
| ---------------- | ---------------- | ---------------- |
| 1996             | 2                | 0                |
| 1997             | 0                | 0                |
| 1998             | 0                | 0                |
| 1999             | 6                | 0                |
| 2000             | 6                | 0                |
| 2001             | 7                | 0                |
| Total            | 21               | 0                |